# Grand vizir
 (février 2017).
Si vous disposez d'ouvrages ou d'articles de référence ou si vous connaissez des sites web de qualité traitant du thème abordé ici, merci de compléter l'article en donnant les références utiles à sa vérifiabilité et en les liant à la section « Notes et références ».
Le grand vizir ou grand-vézir (en turc : sadrazam ou vezir-i âzam) est le titre du chef du gouvernement de l'Empire ottoman ainsi que des souverains marocains et tunisiens. Ce titre dérive du persan vizir (وزير).

## Empire ottoman

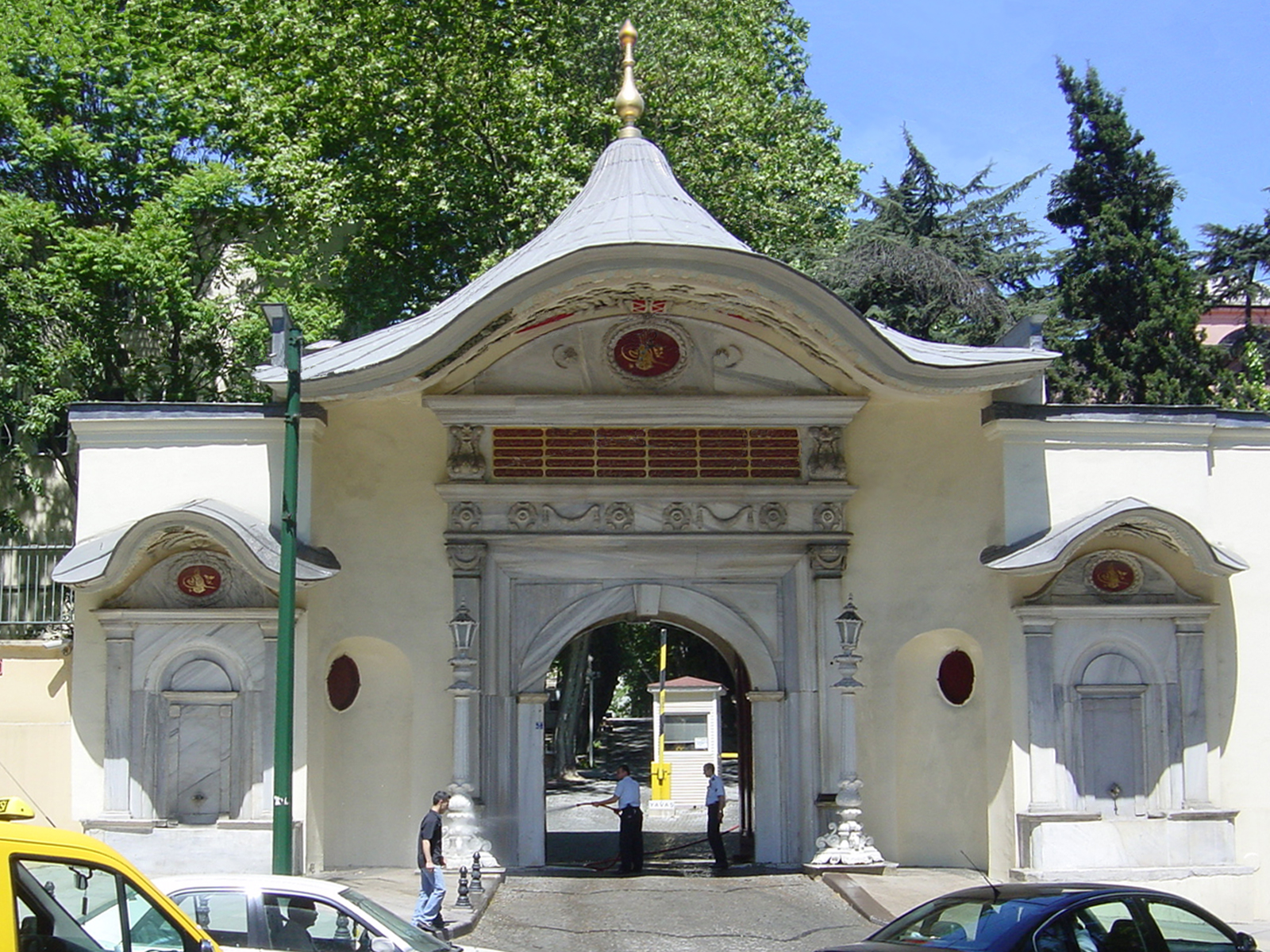
La « Sublime Porte » du Grand vizir de l'Empire ottoman, à Istanbul.

Mandaté par le sultan ottoman pour gérer toutes les affaires de l'État, il n'était révocable que par le sultan lui-même. Gardien du sceau impérial, il peut convoquer les autres vizirs en conseil appelé « vizirs du dôme » (Kubbealtı vezirler), en référence à l'architecture de la salle du palais où ils se réunissaient.
À l'origine de l'Empire ottoman, seul le titre de vizir est utilisé. Le premier des vizirs ottomans à porter le titre de grand vizir est Çandarlı Halil Hayreddin Pacha, en poste de 1439 à 1453, afin de le distinguer des autres vizirs qui le secondaient. Le titre originel de vezir-i âzam est progressivement remplacé par sadrazam, signifiant tous les deux grand vizir. Les grands vizirs portent également les titres de sadr-ı âlî (« haut vizir »), vekil-i mutlak (« mandataire absolu »), sâhib-i devlet (« détenteur de l'État ») ou zât-ı âsafî (« personne viziriale »).
De 1656 à 1703, l'empire est gouverné par une suite de grands vizirs puissants de la famille Köprülü. La fonction perd par la suite de sa toute-puissance en raison de la faiblesse des sultans et de la diffusion du pouvoir aux échelons inférieurs.
Après la période des Tanzimat au XIXe siècle, le rôle des grands vizirs se rapproche de celui de Premier ministre au sens occidental du terme.

## Maroc
Au Maroc, parmi les principaux ministres de l'Empire chérifien entre les XVIe et XXe siècles, le grand vizir est le véritable chef du gouvernement, l’homme d’État auquel incombe le soin de maintenir les divisions des tribus, pour assurer la suprématie du makhzen. La correspondance avec le sultan marocain passe par son intermédiaire, et, grâce à son office de négociateur avec les tribus, il est qualifié pour réunir entre ses mains toute la politique intérieure du Maroc.
Le dernier grand vizir de l'Empire chérifien est Mohammed El Mokri qui exerce cette charge de 1911 à 1955, sous le pouvoir de plusieurs sultans successifs et sous la tutelle du protectorat français au Maroc. Depuis l'indépendance du Maroc, en 1956, ce titre a disparu au profit de celui de chef du gouvernement.